# روب ديوي
روب ديوي (بالإنجليزية: Rob Dewey)‏ هو لاعب اتحاد الرغبي بريطاني، ولد في 19 أكتوبر 1983 في مرلبرو ‏ في المملكة المتحدة.

## وصلات خارجية
- روب ديوي عل موقع إسبنسكروم (الإنجليزية)
- روب ديوي على موقع ItsRugby.co.uk (الإنجليزية)